# Илер
Илер (на немски: Iller; на латински: Hilaria; на келтски: ilara - означаващо бърза) е река в провинция Бавария, Германия. Тя е десен приток на Дунав, като дължината ѝ е 147 км.
Изворът на реката е край град Оберстдорф в Алпите, близо до границата с Австрия. Оттук Илер тече на север през Баварското плато, прекосявайки градовете Зонтхофен, Именщат и Кемптен. От Лаутрах (край Меминген) до Улм, близо 50 км реката е граница между провинциите Бавария и Баден-Вюртемберг. В Улм, Илер се влива в Дунав.
Реката има водосборен басейн от of 2152 км². Тя е на седмо място по среден отток в Бавария – средно 75 м³/s при Зенден, малко преди вливането си в Дунав. Силата на реката се използва за производство на електричество, чрез осем водноелектрически централи с общ капацитет 51 МВ (1998 г.).
Колоездачна пътека следва река Илер, която също така е популярно място за рафтинг и трекинг.
|  | Тази страница частично или изцяло представлява превод на страницата Iller в Уикипедия на английски. Оригиналният текст, както и този превод, са защитени от Лиценза „Криейтив Комънс – Признание – Споделяне на споделеното“, а за съдържание, създадено преди юни 2009 година – от Лиценза за свободна документация на ГНУ. Прегледайте историята на редакциите на оригиналната страница, както и на преводната страница, за да видите списъка на съавторите. ВАЖНО: Този шаблон се отнася единствено до авторските права върху съдържанието на статията. Добавянето му не отменя изискването да се посочват конкретни източници на твърденията, които да бъдат благонадеждни. |